# Weinzierl (Gemeinde Asperhofen)
Weinzierl ist eine Ortschaft der Gemeinde Asperhofen in Niederösterreich.

## Geografie
Der Weiler östlich der Tullner Straße schließt unmittelbar nördlich an Asperhofen an und besteht überwiegend aus Einfamilienhäusern.

## Geschichte
Laut Adressbuch von Österreich waren im Jahr 1938 in Weinzierl zwei Landwirte mit Direktvertrieb ansässig.